# Speuld
Speuld est un village situé dans la commune néerlandaise d'Ermelo, dans la province de Gueldre. Le 1er janvier 2004, le village comptait 380 habitants.